# Паланкарая
Паланкара́я (индон. Palangkaraya) — город в Индонезии на острове Калимантан, административный центр провинции Центральный Калимантан. В городе есть аэропорт Чилик-Ривут.

## История
Строительство города было начато в 1957 году. На первоначальном этапе Сукарно, возглавлявший Индонезию в тот период, рассматривал возможность переноса в Паланкараю столицу страны из Джакарты, однако уже в начале 1960-х годов он отказался от этих планов.

## Архитектура
Это один из самых красивых и хорошо спланированных городов страны. В центре города расположен восьмисторонний перекрёсток, напоминающий о восьми крупнейших островах Индонезии.

## Население
В 2010 году население города составило 200 608 человек, в 2015—276 647 человек.

## Города-побратимы
- Янгон, Мьянма
- Семаранг, Индонезия